# Victoria Mboko
Victoria "Vicky" Vanessa Mboko, född den 26 augusti 2006 i Charlotte, North Carolina, är en amerikafödd kanadensisk professionell tennisspelare.

## Karriär
Mboko har spelat professionell tennis på WTA-touren sedan 2022. Bland hennes meriter kan nämnas hennes tourseger i Canada Masters år 2025 där hon besegrade Naomi Osaka med 2 - 1 i set.